# Шонесі Барбер
Шонесі Кемпбелл Барбер (англ. Shawnacy Campbell Barber; нар. 27 квітня 1994 — пом. 17 січня 2024) — канадський легкоатлет, який спеціалізувався в стрибках з жердиною.

## Із життєпису
Фіналіст (10-е місце) змагань зі стрибків з жердиною на Олімпіаді-2016.
Чемпіон світу зі стрибків з жердиною (2015). Фіналіст (8-е місце) змагань зі стрибків з жердиною на чемпіонаті світу (2017).
Дворазовий фіналіст змагань зі стрибків з жердиною на чемпіонатах світу в приміщенні — 4-е місце у 2016 та 15-е місце у 2018.
Бронзовий призер Континентального кубку (2018).
Чемпіон Панамериканських ігор (2015).
Срібний (2018) та бронзовий (2014) призер Ігор Співдружності.
Срібний призер чемпіонату Північної і Центральної Америки та країн Карибського басейну з легкої атлетики (2018).
Бронзовий призер чемпіонату світу серед юніорів (2012).
Пішов з життя, маючи 29 років.